# Adonis flammea
Adonis flammea är en ranunkelväxtart som beskrevs av Nikolaus Joseph von Jacquin. Adonis flammea ingår i släktet adonisar, och familjen ranunkelväxter. Utöver nominatformen finns också underarten A. f. cortiana.

## Bildgalleri

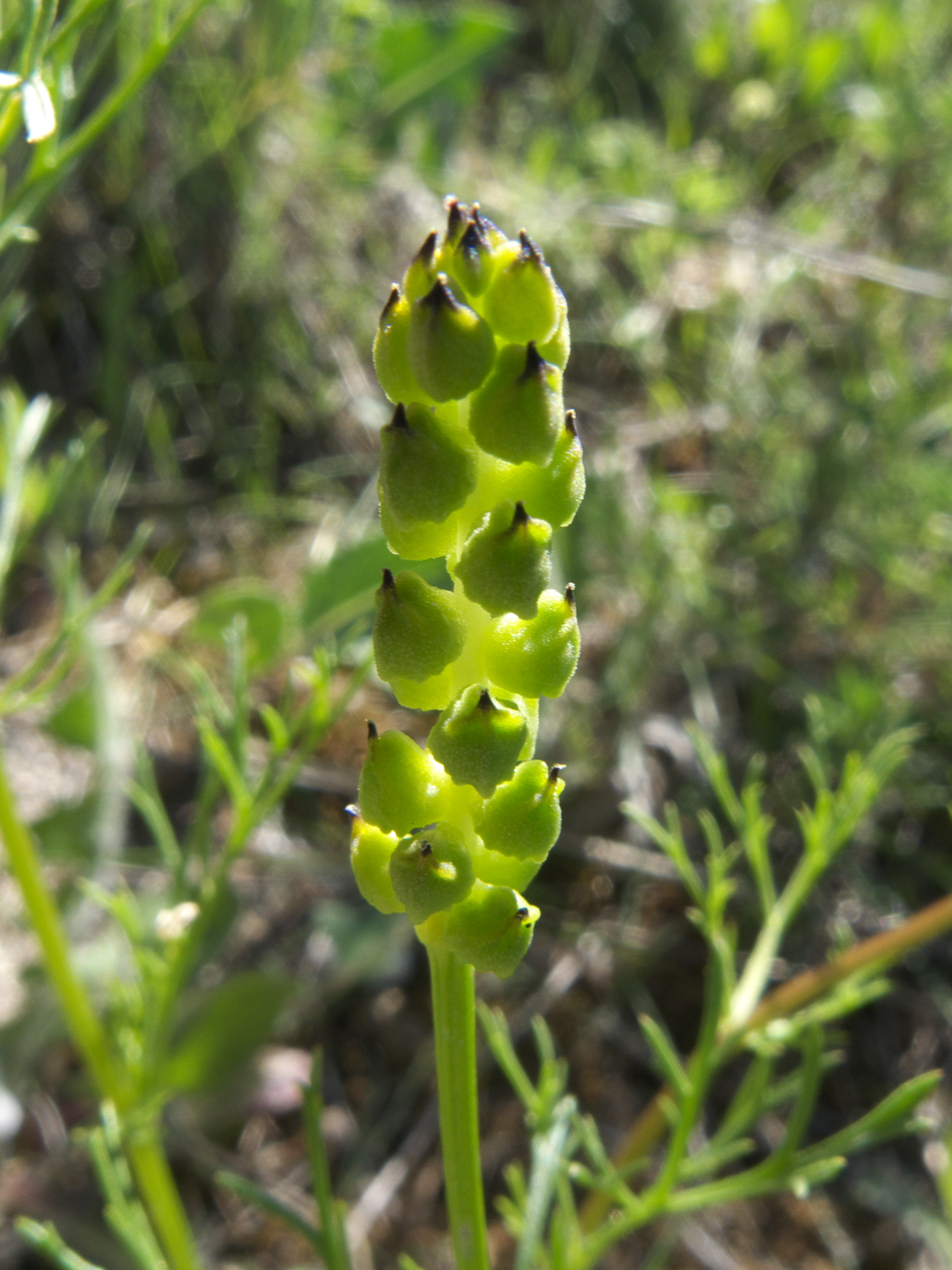
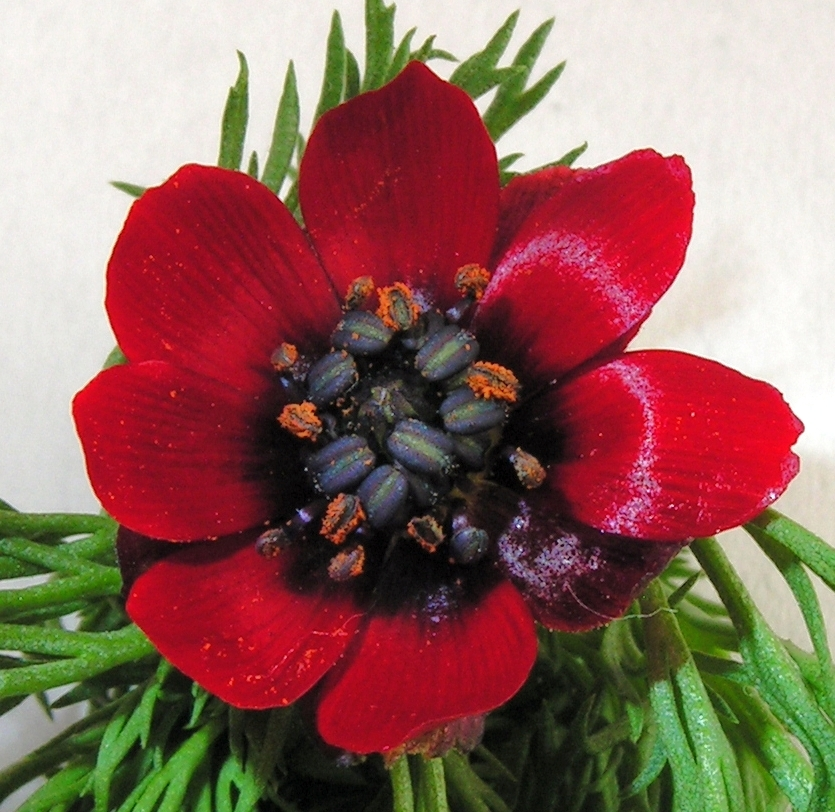
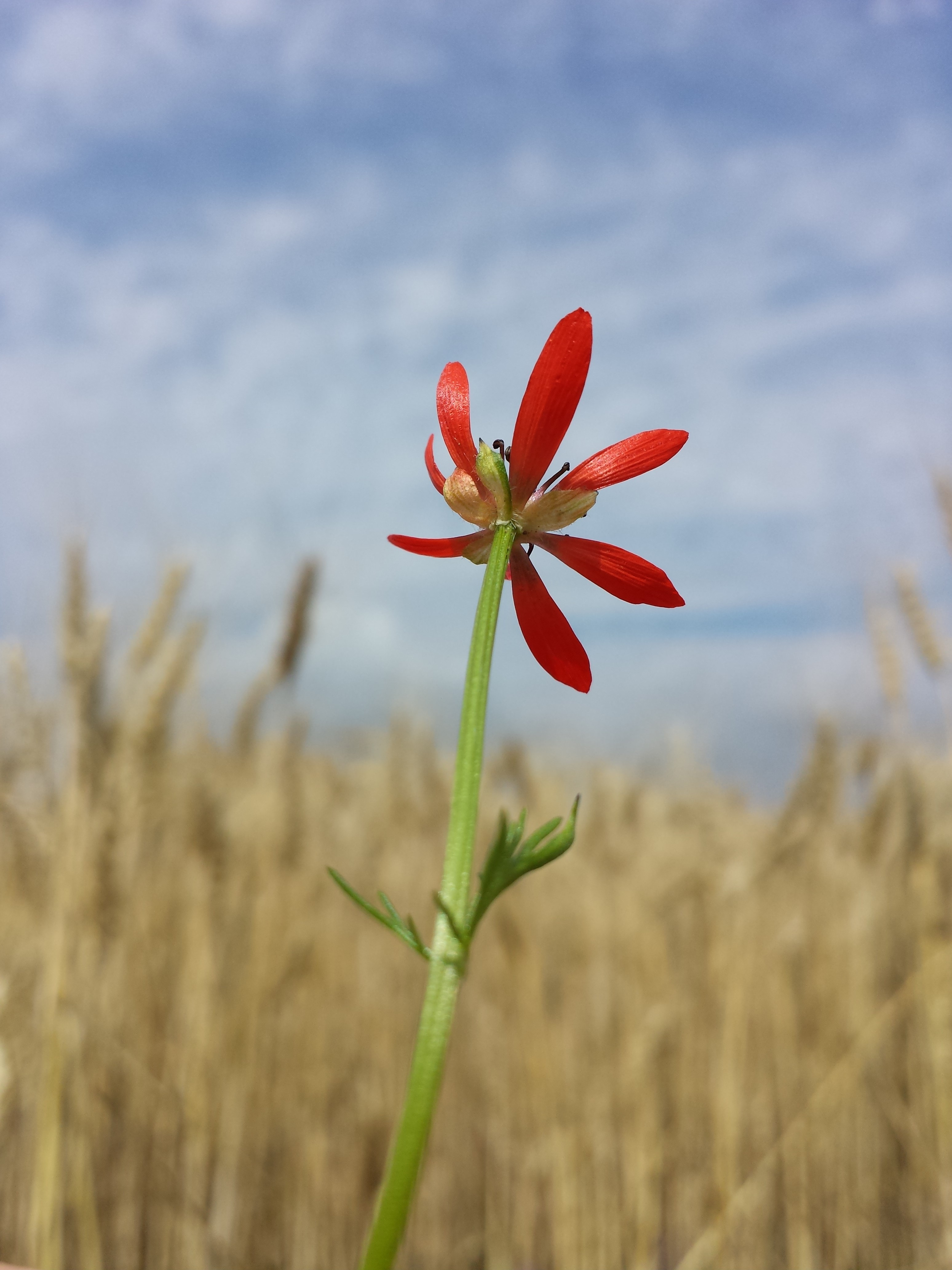
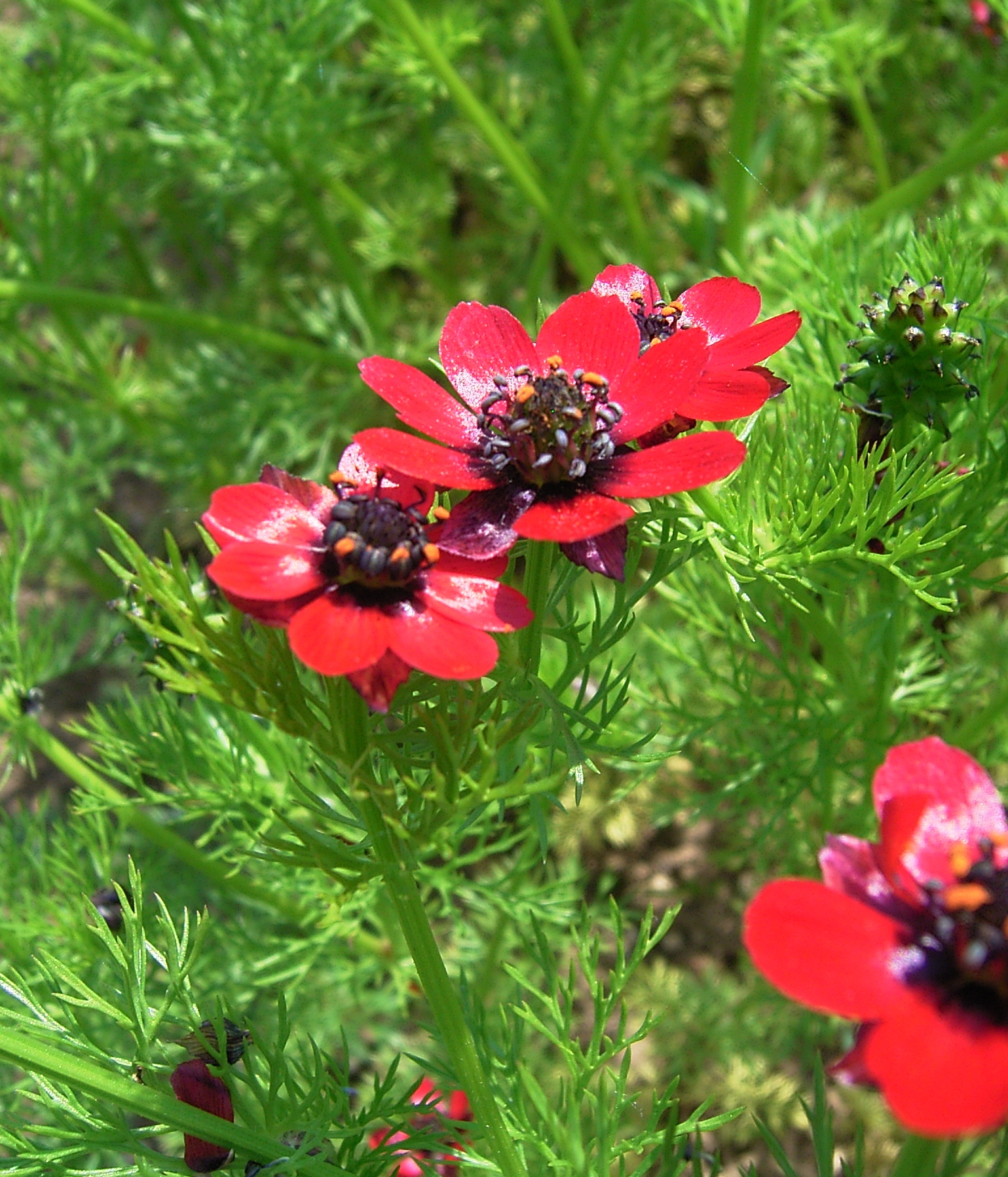
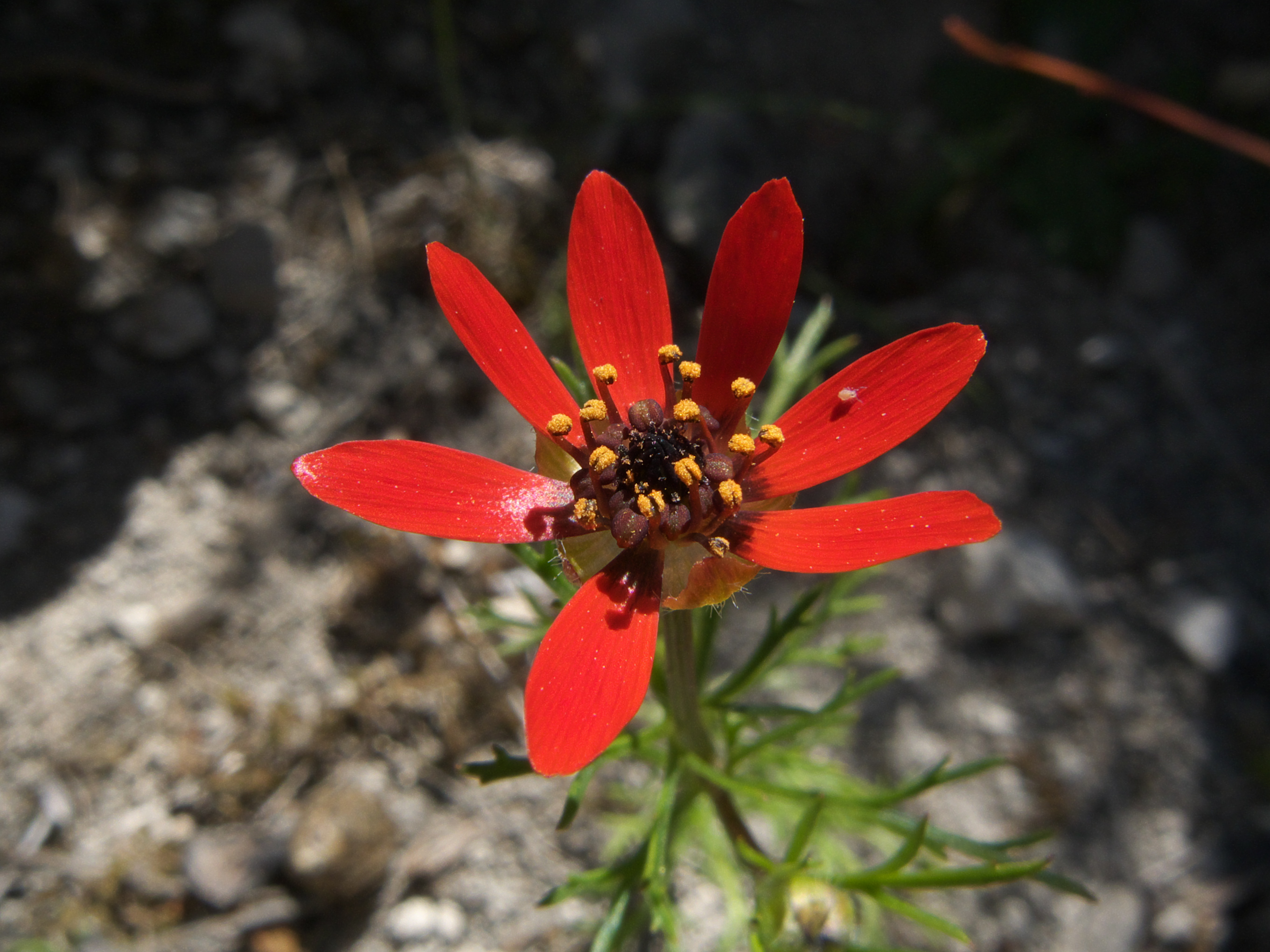
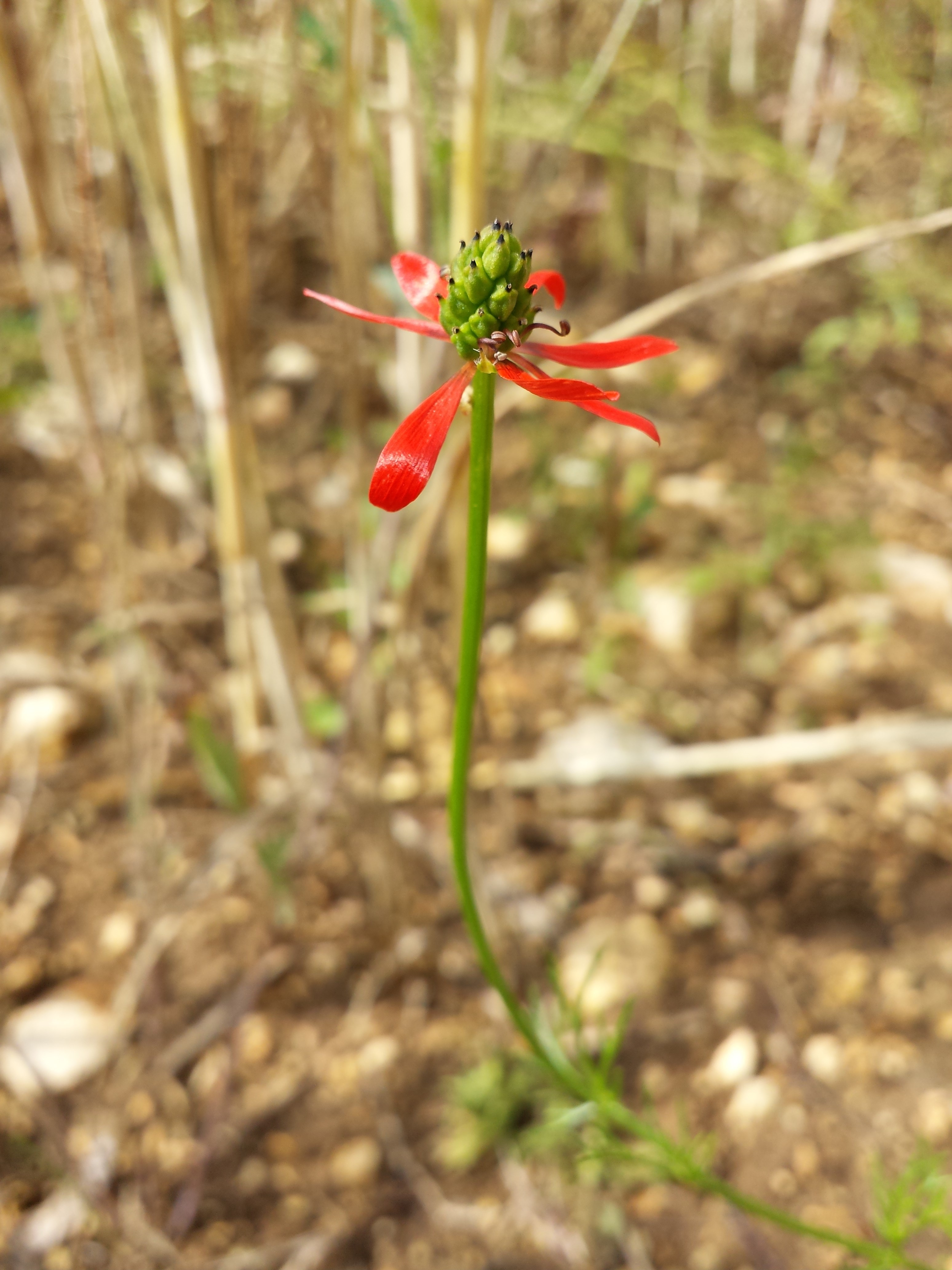